# Sender Rottweil-Stadt
Der Sender Rottweil-Stadt ist eine 1969 errichtete Sendeanlage der Deutschen Funkturm zur Ausstrahlung von Hörfunksignalen. Er befindet sich auf der Roten Steige östlich von Rottweil. Als Antennenträger kommt ein freistehender Rohrmast zum Einsatz.
Der Sender dient hauptsächlich als Füllsender für die Stadt Rottweil und die nähere Umgebung.

## Frequenzen und Programme

### Analoger Hörfunk (UKW)
| Frequenz (MHz) | Programm               | RDS PS   | RDS PI                | Regionalisierung  | ERP (kW) | Richtcharakteristik rund (ND)/gerichtet (D) | Polarisation horizontal (H)/vertikal (V) |
| -------------- | ---------------------- | -------- | --------------------- | ----------------- | -------- | ------------------------------------------- | ---------------------------------------- |
| 95,2           | SWR4 Baden-Württemberg | SWR4_FR_ | DB04                  | Radio Südbaden    | 2        | ND                                          | H                                        |
| 99,0           | bigFM                  | _bigFM__ | D8A9 (regional), D3A9 | Baden-Württemberg | 0,5      | ND                                          | H                                        |
| 106,0          | Deutschlandfunk        | __Dlf___ | D210                  | –                 | 0,05     | ND                                          | H                                        |

### Analoges Fernsehen (PAL)
Vor der Umstellung auf DVB-T diente der Sendestandort für analoges Fernsehen:
| Kanal | Frequenz (MHz) | Programm                        | ERP (kW) | Richtcharakteristik rund (ND)/ gerichtet (D) | Polarisation horizontal (H)/ vertikal (V) |
| ----- | -------------- | ------------------------------- | -------- | -------------------------------------------- | ----------------------------------------- |
| 32    | 559,25         | ZDF                             | 0,03     | D                                            | V                                         |
| 51    | 711,25         | SWR Fernsehen Baden-Württemberg | 0,03     | D                                            | V                                         |
| 58    | 767,25         | Das Erste (SWR)                 | 0,048    | D                                            | V                                         |